# Курський 125-й піхотний полк
125-й піхотний Курський полк

## Формування та кампанії полку
Полк сформовано 6 квітня 1863 року з 4-го резервного батальйону та безстрокововідпускних Мінського піхотного полку, у складі двох батальйонів, під назвою Мінського резервного піхотного полку. 13 серпня 1863 року полк було переформовано у три батальйони з трьома стрілецькими ротами і названо Курським піхотним полком. Під формування Курському полку було передано старшинство Мінського піхотного полку й такі відзнаки: у 1-му та 3-му батальйонах — Георгіївські прапори з написом: «За Севастополь у 1854 та 1855 роках» і знаки на головні убори: в 1-му батальйоні — із тим самим написом, й у 3-му батальйоні — «За Севастополь з 13 вересня 1854 до 27 серпня 1855 року». 25 березня 1863 до назви полку додано № 125.

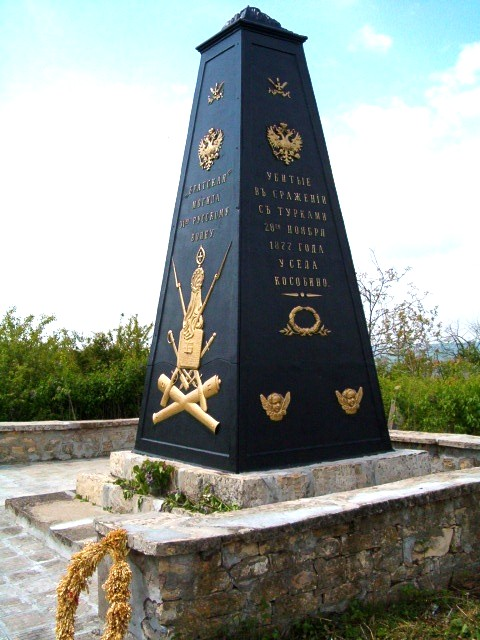
Пам'ятник загиблим воїнам у Посабіні

Перед початком російсько-турецької війни Курський полк був мобілізований та, перетнувши 15 квітня 1877 року кордон Румунії, призначений для спостереження Дунаю від Абджига до озера Гречіходор. Після Першої Плевни, Курський полк був відряджений на підкріплення облогового корпусу та брав участь в атаці 18 липня укріплень Плевни: 1-й та 2-й батальйони — на лівому фланзі, в загоні князя Шаховського, а 3-й батальйон — з боку Ловчинського шосе, в колоні Михайла Скобелєва. Наприкінці липня полк увійшов до складу Тирновського загону та, зайнявши оборону поблизу села Бракниці, відбив 17, 18 й 22 серпня атаки турків. 9 вересня, під час атаки Чаїркіойської позиції, Курський полк героїчно зустрів супротивника, який значно перевищував його за силами, перейшовши до завершення бою в наступ, відкинув турків, завдавши їм значних втрат. За участь у цій війні Курському полку було надано 17 квітня 1878 року — 1-му й 3-му батальйонам Георгіївські ріжки, а 2-му батальйону — знаки на головні убори з написами: «За відзнаку в турецьку війну 1877—78 років».
7 квітня 1879 року з трьох стрілецьких рот та знову створеної 16-ї роти сформовано 4-й батальйон.
16 серпня 1906 року Курський полк святкував сторічний ювілей й отримав новий Георгіївський прапор з додатковим написом «1806—1906» та з Олександрівською ювілейною стрічкою.
Полкове свято — 30 січня.

## Відзнаки полку
- Георгіївський прапор з написом «За Севастополь у 1854—55 роках» та «1806—1906», з Олександрівською ювілейною стрічкою.
- Знаки розрізнення: нагрудні для офіцерів та на головні убори для нижніх чинів з написом у 1-му та 4-му батальйонах: «За Севастополь у 1854—55 роках», у 2-му батальйоні: «За відзнаку в турецьку війну 1877—78», і в 3-му батальйоні: «За Севастополь з 13 вересня 1854 до 27 серпня 1855 року»
- Георгіївські ріжки з написом «За відзнаку в турецьку війну 1877—78 років».

## Командири полку
- 1881 — ? — полковник Леслі Дмитро Миколайович
- 12.03.1897 — 13.05.1898 — полковник фон Фохт Микола Олександрович
- 03.02.1903 — 03.07.1906 — полковник Гончаренко Михайло Іванович
- в 1908–1909 — полковник Кривошеєв Олександр Миколайович
- 31.03.1912 — після 01.03.1913 — полковник Політеєв Анастасій Єгорович
- 09.11.1913 — 26.04.1916 — полковник Никифоров Микола Костянтинович
- 26.04.1916 — після 04.03.1917 — полковник Савельєв Микола Петрович
- 26.04.1917 — ? — полковник Еше Павло-Фрідріх Адольфович

## Відомі особи, які служили в полку
- Айгустов Микола Олексійович — генерал-лейтенант, Єнисейський губернатор.
- Гурковський Олексій Павлович — генерал-лейтенант, герой російсько-турецької війни 1877–1878 років, комендант Москви.
- Сергієвський Борис Васильович — льотчик-випробувач, ас Першої світової війни, громадський діяч.
- Чорноглазов Порфирій Дмитрович — генерал-майор, учасник Громадянської війни.
- Ернрот Казимир Густавович — російський та болгарський воєначальник і державний діяч.